# ドナルド・サクマ
ドナルド・カツミ・サクマ（Donald Katsumi Sakuma）あるいはドン・サクマ（Don Sakuma、1935年5月17日 - 1975年3月16日）は、アメリカ合衆国で活動した日系アメリカ人造園家。ランドスケープアーキテクト。

## 来歴
ワイオミング州シャイアン生まれ。
BSをカリフォルニア大学バークレー校（UCB）にて、1957年に卒業し、M.Archをハーバード大学デザイン大学院（GSD）にて、1959年に修了した。
1963年から1972年まで、ワシントン州シアトルを拠点にリチャード・ハーグアソシエイツ社、サクマ・ヤコブ・ピーターソン・ランドスケープアーキテクト、サクマ/ジェームズ・ランドスケープアーキテクト、サクマ・ジェームズ・アンド・ピーターソン・ランドスケープアーキテクト、などで活動。1972年から、ドナルドサクマアンドアソシエイツ（ランドスケープアーキテクト・都市計画）を主宰。 
シアトルなどの公園やレクリエーション施設部門で活躍。シアトルの重要な都市公園を設計し評判を得る。シアトル・タイムズは「彼の会社は、国際地区のハーバービュー病院ビューパーク、ヒング・ヘイ・パーク（Hing Hay Park）など、太平洋岸北西部で15以上の公園やレクリエーション施設を設計」と記している。
フリーウェイパーク（ワシントン州シアトル市、1971年-1976年）ではローレンス・ハルプリン＆アソシエイツのコンサルタントを務めた。
1963年から1971年、ワシントン大学ランドスケープ学科の助教授。1971年から1975年、ワシントン大学ランドスケープ学科の准教授。ランドスケープカリキュラムの開発担当。このほか客員講師として母校GSDで、講師をトロント大学、ユタ州立大学などで歴任した。
1969年から1971年まで、アメリカランドスケープアーキテクト協会ASLA、太平洋岸北西部地域担当副会長。またワシントン州ランドスケープアーキテクト認定委員会委員、1971年からランドスケープアーキテクトライセンス登録のワシントン州委員会委員長を歴任。

## サクマに由来する命名
ワシントン・シアトル大学の南境にある「サクマビューポイントパーク」は、ドナルド・サクマにちなんで命名され、ランドスケープアーキテクトのマクラウド・レクウォードによって1998年に設計された。 